# Eurüsztheusz
Eurüsztheusz (görögül: Εὐρυσθεύς) mükénéi király a görög mitológiában.

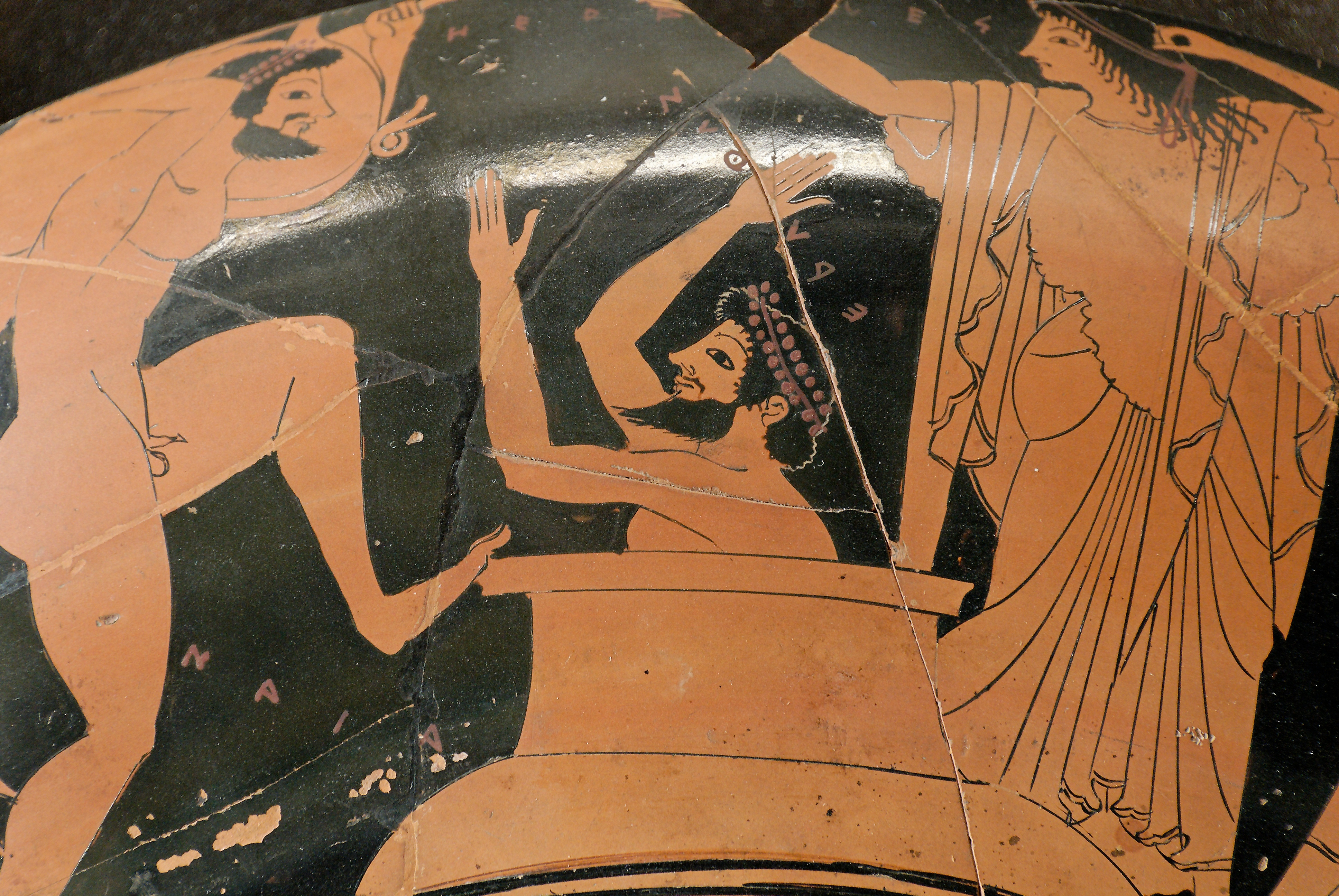
Héraklész és Eurüsztheusz

## Története
Szthenelosz mükénéi és argoszi király és Nikippé éliszi királylány fia. Apai ágon Perszeusz unokája. A Zeuszra féltékeny Héra szándékai szerint korábban született meg, mint az várható lett volna, így Zeusz egy korábbi kijelentése miatt, rokonának, Héraklésznek ura és parancsolója lett.
Héraklésznek a vérbűnét Eurüsztheusz szolgálatában kellett levezekelnie. Az ő parancsára végezte el a 10 próbát, amiből azért lett 12, mert kettőt nem fogadott el. Azonban Eurüsztheusz fizetségként csak megaláztatással jutalmazta. A feladatok végeztéig nem sokszor találkozott személyesen Héraklésszal, parancsait legtöbbször szolgája, Kapreusz útján juttatta el hozzá, ő maga pedig a város falain belül maradt, ráadásul egy előre elkészíttetett bronz váza közelében, hogy baj esetén abban bújjon el. A 12 próba végeztével egy ünnepélyes áldozati lakomát rendezett, ahová meghívta Héraklészt is, akit azonban Eurüsztheusz fiai megsértettek (az áldozati húsból a legkisebb darabot adták neki). A hős dühében az öt fiú közül hármat megölt.
Eurüsztheusz, abbéli szándékból, hogy majd őket is szolgáivá teheti, Héraklész halála után, üldözte annak fiait. Tirünszből sikerült kiűznie őket, majd az őket befogadó Athén városát is megtámadta, ahol azonban vereséget szenvedett.
Haláláról különböző változatok maradtak fent. Az egyik szerint Iolaosz fogta el és Alkméné ítéltette halálra. A másik változat szerint Hüllosz ölte meg üldözés közben, Alkméné pedig kiszúrta a halott szemeit.

## Irodalmi feldolgozás
A Héraklészról szóló ókori írások nagy részének mindössze mellékalakja csupán. Euripidész ír róla Héraklész gyermekei című tragédiájában, ahol, jellemzésének ellentmondóan, bátran néz szembe a halállal. Ekkor jósolja meg azt, hogy a város nem nyer hálát, amiért Héraklész-fiakat támogat. (Euripidész ezt célzásnak szánta Spártára, amely akkor éppen hadban állt Athénnal.

## Művészeti alkotásokon
A kevés fennmaradt ókori, valamint az újkori ábrázolásokon is csak mellékszereplő. Ezek többségén éppen elbújik Héraklész elől.